# Guilty!
Guilty! è un album in studio collaborativo di Eric Burdon e Jimmy Witherspoon pubblicato nel 1971.

## Tracce
1. I've Been Driftin' / Once Upon a Time (Jimmy Witherspoon, Eric Burdon)
2. Steam Roller (James Taylor)
3. The Laws Must Change (John Mayall)
4. Have Mercy Judge (Chuck Berry)
5. Going Down Slow (Live) (St. Louis Jimmy Oden)
6. Soledad (Burdon, John Sterling)
7. Home Dream (Burdon)
8. Wicked, Wicked Man (Burdon)
9. Headin' for Home (Burdon, John Sterling, Kim Kesterson)
10. The Time Has Come (Witherspoon, Teddy Edwards)

## Formazione
- Eric Burdon – voce
- Jimmy Witherspoon – voce
- Howard Scott, John Sterling – chitarra
- B.B. Dickerson, Kim Kesterson – basso
- Lonnie Jordan, Terry Ryan – piano, organo
- George Suranovich, Harold Brown – batteria
- Papa Dee Allen – conga
- Bob Mercereau, Lee Oskar – armonica
- Charles Miller – sassofono tenore